# Hollandse Aquarellistenkring
De Hollandse Aquarellistenkring is een kunstenaarsvereniging, gericht op de waterverfkunst.
De Hollandse Aquarellistenkring is in 1945 door Kees Verwey en Otto de Kat opgericht om de belangstelling voor de waterverfkunst (aquarel) aan te wakkeren. Ook Jan Wiegers, Fik Abbing, Bob Buys en Johan Buning hadden bij de oprichting zitting in het bestuur. Onder de noemer van de Hollandse Aquarellistenkring worden op wisselende locaties regelmatig tentoonstellingen gehouden, voorheen onder andere in het Stedelijk Museum Amsterdam, Van Abbemuseum en Gemeentemuseum Den Haag.